# 앤턴 태너
앤트완 태너(Antwon Tanner, 영어 발음: /ˈæntwɑːn/, 1975년 4월 14일 ~ )는 미국의 배우이다.

## 출연 작품
- 체크메이트 (2015)
- 후 캔 아이 런 투 (2014)
- 크루 (2014)
- 퍼센테이지 (2013)
- One Blood (2012)
- I Do... I Did! (2009)
- Dead Tone (2007)
- 브라더스 인 암스 (2005)
- 코치 카터 (2005)
- 네버 다이 어론 (2004)
- 핫 파트 (2003)
- 더 디스트릭트 (2000)
- 인퍼노 (1998)
- 파이널 컷 (1997)
- 선셋 파크 (1996)

### 텔레비전
- 원 트리 힐 (2003-12)